# باب الأحمر (حلب)

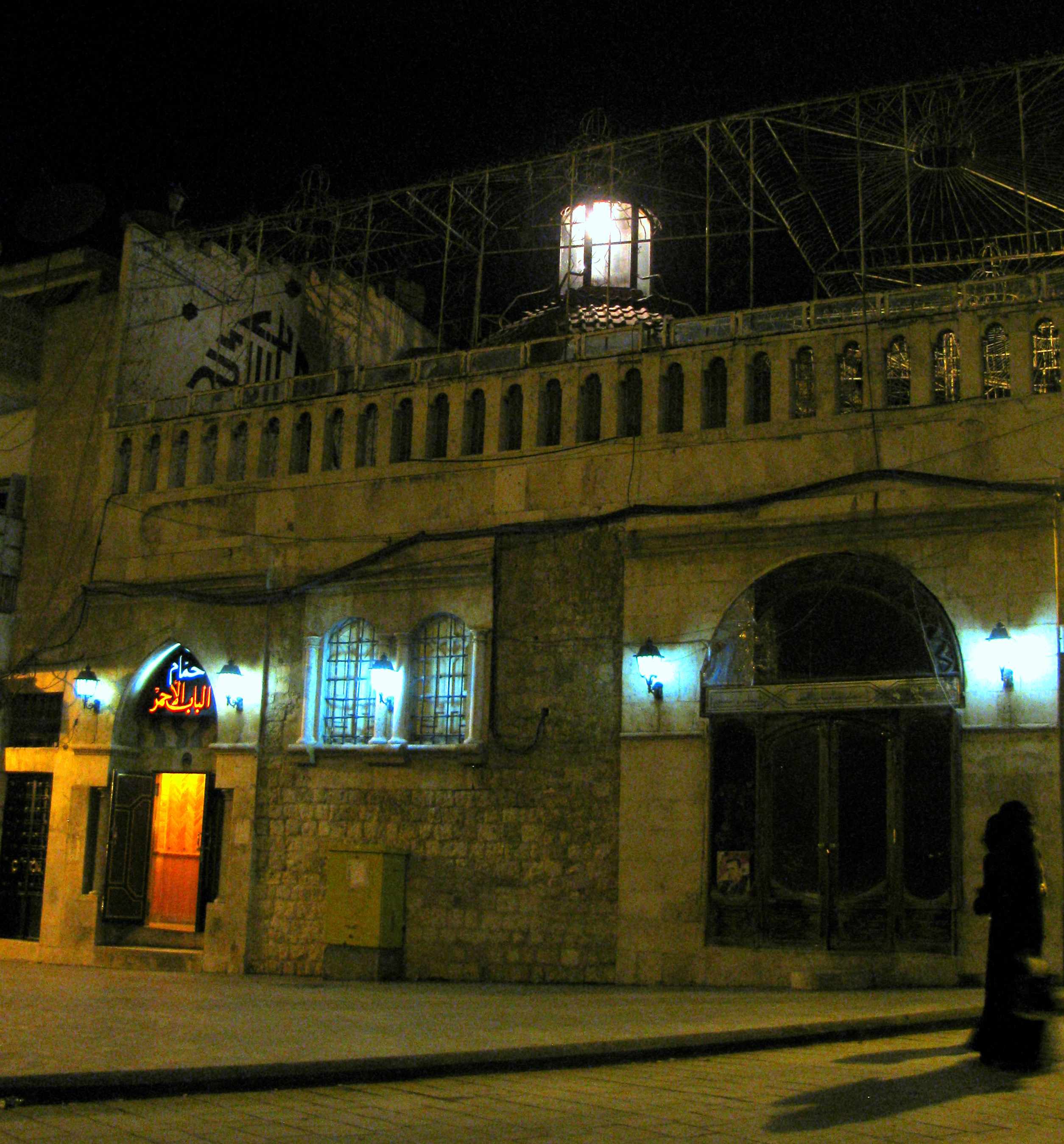
حمام باب الاحمر

باب الأحمر هو باب من أبواب مدينة حلب القديمة في سوريا.
يشتهر باب الأحمر بحمامه العام
الذي يحتل موقعه مقابل قلعة حلب
وتعد المنطقة بأسرها موقع أثري هام
شاهد على حقب تاريخية متنوعة
ويتوسط زقاق باب الأحمر مسجد صغير يعرف باسم مسجد باب الأحمر هو الاسم الحديث لجامع أوغلبك نسبة لمنشئه الأمير المملوكي عثمان بن أحمد أوغلبك والذي أنشئه عام 885 هـ الموافق 1480 م يقع المسجد في محلة أوغلبك والتي تعرف باسم محلة باب الأحمر.
تعتبر واجهته المزينة بالنقوش الحجرية ومئذنته القصيرة أهم معالمه

## التسمية والموقع
تأتي تسميته نسبة لقرية الحمر وهي قرية في صحراء حلب من شرقها. ويقع بين باب الحديد وباب النيرب

.

## تاريخ باب الأحمر
تم هدمه وأخذت حجارته إلى الرباط العسكري سنة 1303هـ

.